# الگرنون پدوک
الگرنون پدوک (به انگلیسی: Algernon Sidney Paddock) سناتور سابق عضو حزب جمهوری‌خواه ایالات متحده آمریکا بود. وی در سال ۱۸۷۵ تا ۱۸۸۱ و ۱۸۸۷ تا ۱۸۹۳ میلادی سناتور ایالت نبراسکا در سنای ایالات متحده آمریکا بود.